# Frankenstein Code
Pour les articles homonymes, voir Second Chance.
Frankenstein Code (Second Chance) est une série télévisée américaine en onze épisodes de 42 minutes développée par Rand Ravich et Howard Gordon d'après le roman Frankenstein de Mary Shelley et diffusée du 13 janvier au 25 mars 2016 sur le réseau Fox.
En France, la série a été diffusée du 1er au 23 mai 2017 sur 6ter puis rediffusée avec les épisodes inédits le 31 décembre 2017 sur M6 et a été déprogrammée après l'épisode 8 à la suite d'audiences jugées trop faibles. En Belgique, elle a été diffusée à partir du 20 mai 2020 sur Club RTL.[réf. souhaitée] Elle reste inédite dans les autres pays francophones.

## Synopsis
Jimmy Pritchard, âgé de 75 ans, a déshonoré la fonction de shérif en étant mêlé à un scandale de corruption qui le conduit à une démission forcée. Alors qu'il rend visite à son fils Duval, il surprend un cambrioleur qui lui ôte la vie. Cette mort n'est que de courte durée puisque Jimmy est ramené à la vie par Mary et Otto Goodwin, deux scientifiques milliardaires. Toutefois, l'ancien shérif ne retrouve pas son corps d'origine et se trouve plongé dans celui d'un homme beaucoup plus jeune qu'il ne l'était. Malgré cette seconde chance que lui offre la science, les tentations et la colère de son passé le hantent toujours.

## Distribution

### Acteurs principaux
- Robert Kazinsky (VF : Alexis Victor) : Jimmy Pritchard
- Dilshad Vadsaria (VF : Noémie Orphelin) : Mary Goodwin, sœur jumelle d'Otto
- Adhir Kalyan (VF : Hervé Rey) : Otto Goodwin, frère jumeau de Mary
- Ciara Bravo (VF : Lisa Caruso) : Gracie Pritchard
- Tim DeKay (VF : Pierre Tessier) : Duval Pritchard, fils de Jimmy et agent du FBI
- Vanessa Lengies (VF : Caroline Victoria) : Alexa, assistante de Mary

### Acteurs récurrents et invités
- Philip Baker Hall : Ray Pritchard
- Amanda Detmer (VF : Ninou Fratellini) : Helen, fille de Jimmy
- Scott Menville (VF : Pascal Grull) : Arthur (voix), l'ordinateur des Goodwin
- Rod Hallett : Hart Watkins
- Adan Canto (VF : Stéphane Fourreau) : Connor Graff

- Version française
  - Société de doublage :
  - Direction artistique :

 Source et légende : version française (VF) sur RS Doublage et DSD

## Production

### Développement
En octobre 2014, Fox acquiert le projet de série, de Howard Gordon et Rand Ravich, basé sur l'adaptation du mythe Frankenstein, en s’engageant à produire un pilote. Ensuite le 20 janvier 2015, Fox passe la commande du pilote,.
Le 8 mai 2015, le réseau Fox annonce officiellement la commande du projet de série sous le titre The Frankenstein Code,.
Le 11 mai 2015, lors des Upfronts, Fox annonce la diffusion de la série à la mi-saison, lors de la pause hivernale de la saison 2 d’Empire,.
À la fin août 2015, la série adopte le titre Lookinglass.
Le 29 octobre 2015, Fox a réduit le nombre d'épisodes de treize à onze, pour des raisons de programmation,.
Le 10 novembre 2015, Fox annonce la date de lancement de la série au 13 janvier 2016, ainsi que le titre définitif de la série.
Après la diffusion de seulement deux épisodes dont les audiences sont décevantes, Fox déplace la série au vendredi soir. À la mi-mai 2016, la série est officiellement annulée.

### Casting
L’attribution des rôles débute début février 2015 avec Adhir Kalyan. Ensuite début mars, Robert Kazinsky obtient le rôle de Jimmy Pritchard, puis rejoint par Tim DeKay, Philip Baker Hall, Dilshad Vadsaria et Ciara Bravo.
En septembre 2015, Vanessa Lengies, qui était récurrente dans les épisodes déjà tournés, a été promue à la distribution principale.

## Épisodes
1. Renaissance (A Suitable Donor)
2. Les Liens du sang (One More Notch)
3. L'Ombre du père (From Darkness, the Sun)
4. Le Génie du mal (Admissions)
5. Cobra 9 (Scratch That Glitch)
6. Métamorphose (Palimpsest)
7. Une blessure secrète (That Time in the Car)
8. Erreur de vieillesse (May That Old Acquaintance Be Forgot)
9. Faux départ (When You Have to Go There, They Have to Take You In)
10. Le Précurseur (Geworfenheit)
11. Face au temps (Gelassenheit)